# 기니비사우 페수
기니비사우 페수(포르투갈어: peso da Guiné-Bissau)는 1975년에서 1997년까지 사용된 기니비사우의 통화이다. 1 페수는 100 센타부스로 나뉜다. 포르투갈령 기니 이스쿠두를 1 대 1 비율로 대체하며 도입되었으며, 1997년에 기니비사우가 서아프리카 CFA 프랑을 채용하면서 폐지되었다. 1 서아프리카 CFA 프랑은 65 페수에 해당한다.

## 동전
동전은 50 센타부스, 1, 2½, 5, 20 페수의 종류로 발행되었다.

## 지폐
1975년, 지폐는 50, 100, 500 페수의 종류로 발행되었다. 이어 1978년에 1,000 페수, 1984년에 5,000 페수, 1990년에 10,000 페수 지폐가 각각 발행되었다.

## 같이 보기
- 기니비사우의 경제